# Museo Arqueológico de Son Fornés
El Museo Arqueológico de Son Fornés recoge la exposición de las comunidades que vivieron en el yacimiento de Son Fornés desde épocas prehistóricas. Se emplaza en el municipio español de Montuiri, Baleares, en un antiguo molino harinero llamado el Molí des Fraret.

## El Molí des Fraret

### Ubicación
También llamado Molí d'en Guillem Fraret o Molí des metge Fraret según referencias orales, la actual Molí des Fraret se encuentra en el noreste del casco urbano de Montuiri, comarca del Llano de Mallorca, en un punto adyacente al camino viejo de San Juan y cerca de la rotonda por donde pasa la carretera local que conduce a esta población. Está rodeado por terrenos de cultivo en la vertiente norte de la colina del Velar de Sa Torre, que delimita el casco urbano de Montuiri por la parte de gregal.
El exterior del molino está delimitado por una pared seca que conforma un recinto poligonal de planta irregular, en el que se encuentra un pozo, varias pilas de piedra cortadas y poyos (bancos de piedra) donde los que iban a hacer la harina esperaban su turno; asimismo, cuenta con un corral de chumberas, un antiguo algarrobo, un acebuche, granados e higueras.
Actualmente dispone de una amplia zona de aparcamiento anexa que comparte con la Escoleta Infantil Sa Gallineta Rossa y el CEIP de la localidad, Joan Mas i Verd.

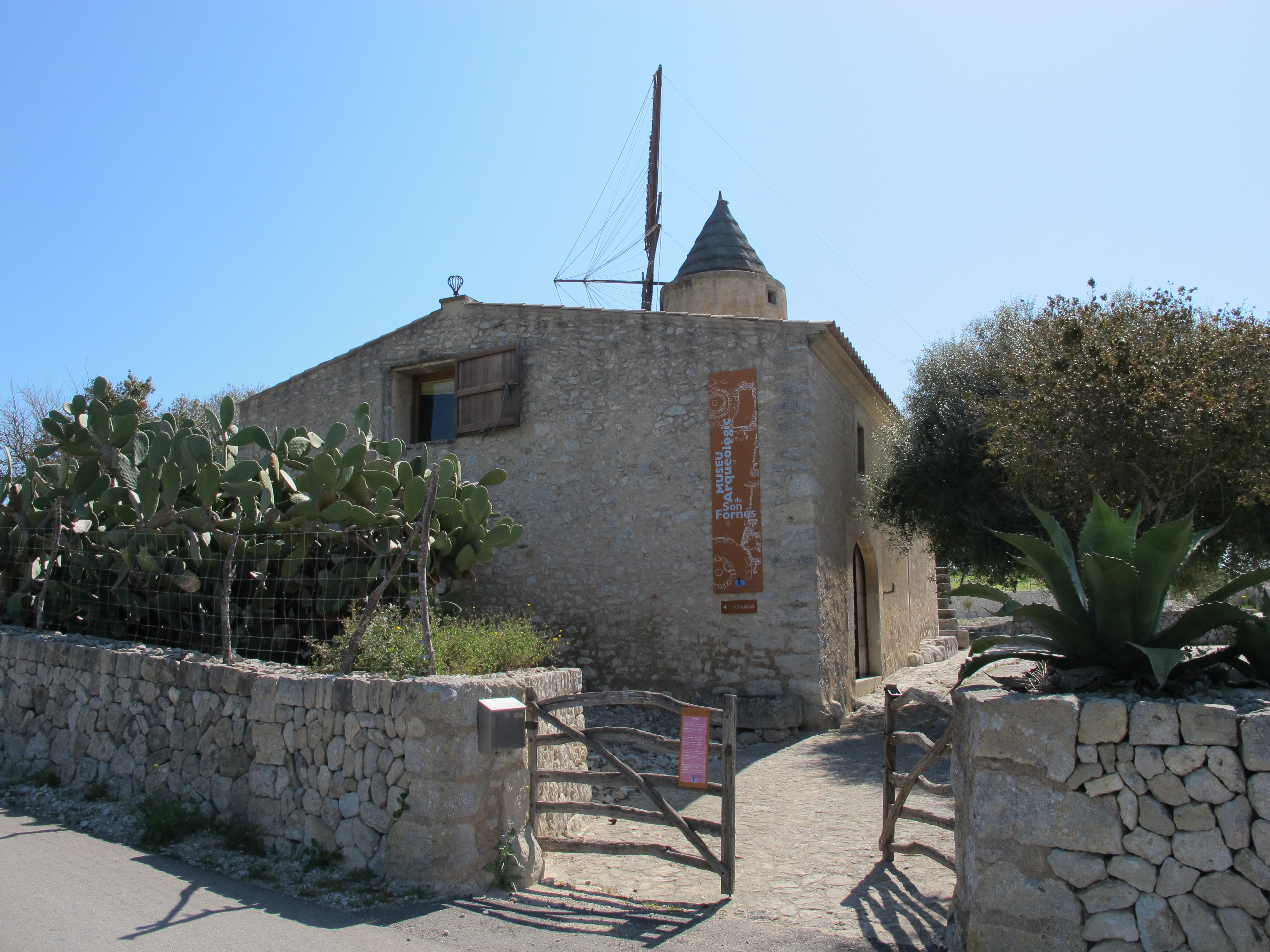
Entrada al Museo Arqueológico de Son Fornés.

### Tipo de molino
Se distinguen tres tipos de molino para hacer harina: el de viento (donde el viento hace girar las muelas), el de agua (donde es esta quien genera energía para mover las muelas) y el de sangre (donde están los animales que mueven las muelas por tracción).
El Molí des Fraret es un molino de viento harinero; concretamente, es un molino con casa de un piso, la construcción se suele situar entre los siglos XVI-XVII.
Es un complejo constructivo integrado formado por la torre y la casa del molino, que servía de vivienda al molinero y a su familia. Esta está formada por dos naves de bóveda de cañón a las que se anexa una construcción de planta rectangular cubierta por dos vertientes, donde antiguamente se situaban la portalón, el establo y la cocina.
La torre descansa sobre la roca natural; está construida con piedras irregulares y mortero de cemento y tiene una altura de 7 m (desde el envelador) y un diámetro de 4 m. En su interior no se conserva ningún nivel original, solo las jácenas de encina que soportaban las muelas, por sobre las que se construyó una estructura de hierro para tener acceso al mirador. Una puerta a la base de la torre la comunica con lo que hoy es el museo.
En el interior de la torre hay una escalera de caracol que arranca en la parte baja de la torre y conduce hasta la cúpula; a mediados escalera hay una puerta que se abre en el techo del molino.
La cúpula es cuneiforme y dispone de contraventanas en la base. El eje del molino tiene una longitud de 4 m y pesa unos 400 kg, incluyendo la estrella; en total sujeta 6 antenas de 7 m de largo, el conjunto de las cuales pesa 720 kg.

### Historia
No es hasta el siglo XVI que se tiene constancia de un molino de viento en Montuiri, y la mayoría de los que hay actualmente en el pueblo se construyeron entre los siglos XVI y XVII. En 1830 había 21 molinos de viento en Montuiri (si bien otras fuentes hablan de 21), más los de las posesiones.  Los molinos se encuentran en solitario o bien en un conjunto en la zona alta del pueblo, para poder coger bien el viento, como es el necesario de la zona de Montuiri conocida como «El Molinar» donde se construyeron. El Molí des Fraret está junto al Molino de Sa Torre, pero no formaba parte técnicamente de ningún conjunto de molinos.
Entre mediados del siglo XVIII hasta la primera mitad del siglo XIX el molino perteneció a la familia Verger, alias Fraret. La primera noticia de la relación de esta familia con el molino es de 1760, cuando consta que Joan Verger «Fraret» era el propietario de la casa y del molino, mientras que la última es de 1863 cuando vivían 5 personas, entre ellas Joan Verger «Fraret» que era el molinero, como su antepasado; las fuentes orales informan que Bernat Fraret fue el siguiente propietario.
Los últimos habitantes del molino fueron la familia Cerdà, de can Lloret, que abandonaron el edificio a principios de los años setenta del siglo XX, y ninguno de ellos recordaba haber visto funcionar nunca el molino durante su estancia, sino que apenas se utilizaba como habitáculo. Contaba con una habitación, una cocina, una habitación que hacía de despensa y un pequeño cuarto sin ventanas y muy pequeño donde había una pica muy grande; también había una escalera que llevaba a la sala.
Desde octubre de 1990 es propiedad del Ayuntamiento de Montuiri.
Tanto el molino como los edificios anexos fueron restaurados a través de la Escuela taller de restauración del patrimonio gestionada por el Servicio Fodesma del Consejo Insular de Mallorca en colaboración con el INEM / FSE y el Ayuntamiento de Montuiri. Las obras se llevaron a cabo entre enero de 1994 y abril de 1996. A inicios de 1998 el taller de restauración de molinos del Consejo de Mallorca instaló el ytejado y la antenada en la torre del molino. En el año 2002 el grave temporal que afectó la isla de Mallorca causó desperfectos importantes en la estructura aérea del molino, especialmente al antenada que quedó destruida; el Departamento de Medio Ambiente del Consejo de Mallorca con la colaboración del Ayuntamiento de Montuiri construyeron nuevamente el tejado y la antenada el año 2010 en el programa de restauración del medio rural.

## El Museo

### Historia
El 1 de junio de 2001 el Museo Arqueológico de Son Fornés abrió sus puertas en el edificio del Molino, donde puedo visitarse una exposición sobre las comunidades que vivieron en Son Fornés desde épocas prehistóricas.
Ya en 1999 se había creado la Fundación Son Fornés, que fue una institución sin ánimo de lucro con el fin de investigar, preservar y divulgar los hallazgos hechos en el yacimiento. A partir del año 2008, agotada la fundación, la gestión del Museo pasó a ser compartida gracias a un convenio entre el Ayuntamiento de Montuiri y la Universidad Autónoma de Barcelona (UAB).
El Molí des Fraret alberga también un centro de investigación del Grupo de investigación de Arqueoecologia Social Mediterráneo (ASOME) vinculado a la Universidad Autónoma de Barcelona, que coordina los trabajos de investigación en curso y planifica las intervenciones arqueológicas. La dirección científica del grupo recae en Vicente Lull, Rafa Micó, Cristina Rihuete y Roberto Risch.

### Exposición permanente[5]

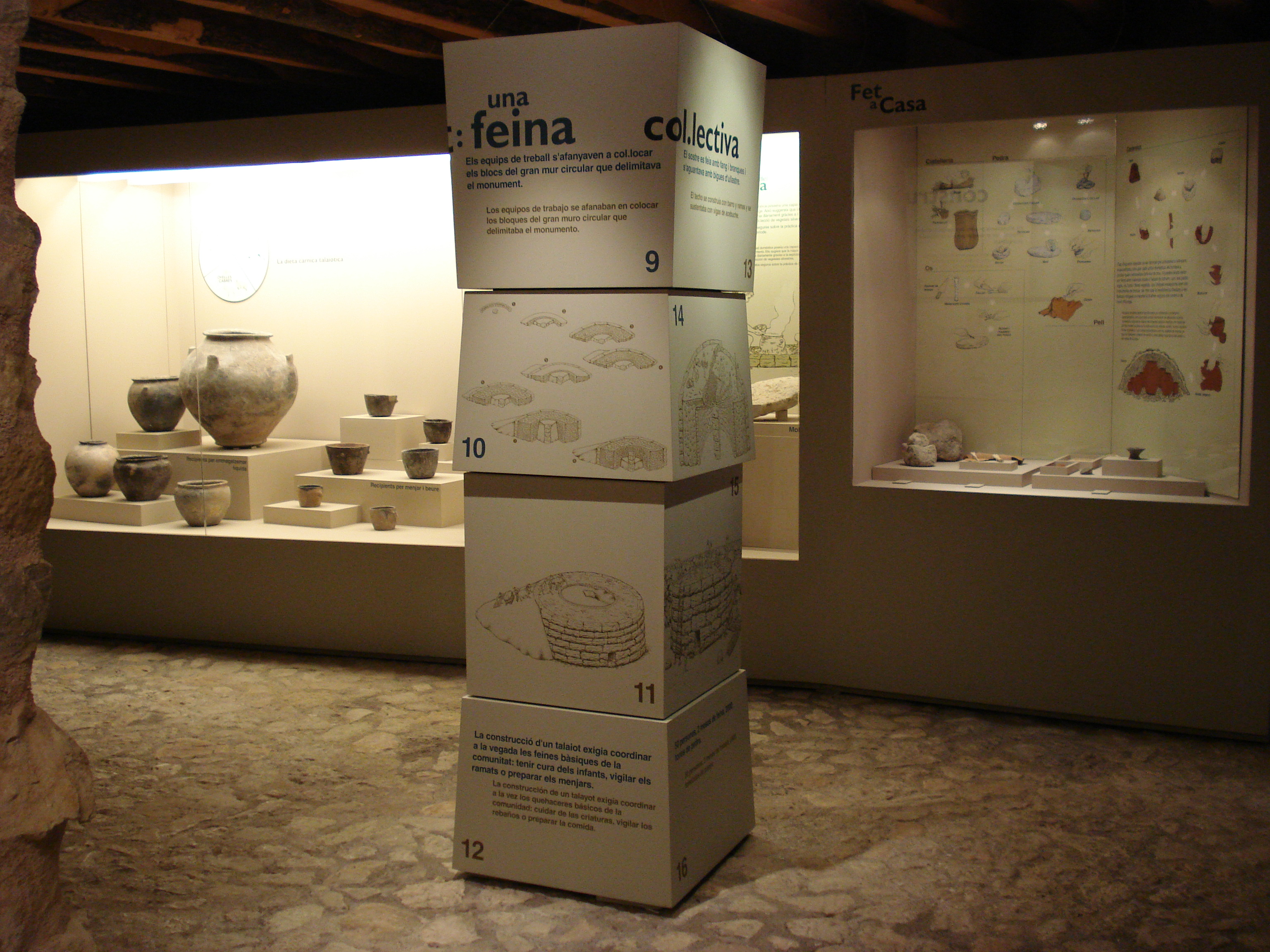
Sala talayótica.

El Museo de Son Fornés cuenta con un total de 5 espacios expositivos que articulan la exposición que contiene. En el primer espacio se recoge el emplazamiento espacial y temporal del yacimiento de Son Fornés a través de paneles y de banderolas sincrónicas de las diferentes fases de ocupación del mismo hacia otras zonas del mundo para que el visitante se ubique previamente a hacer la visita. Asimismo, se expone la trayectoria de las excavaciones desde que se iniciaron en 1975 hasta la actualidad.

#### Sala talayótica (900-550a.C.)
Es el espacio expositivo más amplio de todo el museo. De manera interactiva el visitante puede acercarse a la vida cotidiana de la comunidad de Son Fornés de época talayótica y entender la complejidad de este periodo en general. A partir de los materiales expuestos se puede conocer cómo era la cerámica que hacían, cómo se organizaban, como se construían los talayots, etc, y descubrir de manera directa como era una de las etapas más importantes y enigmáticas de la Prehistoria balear.

#### Sala postalayótica (550-250a.C.)

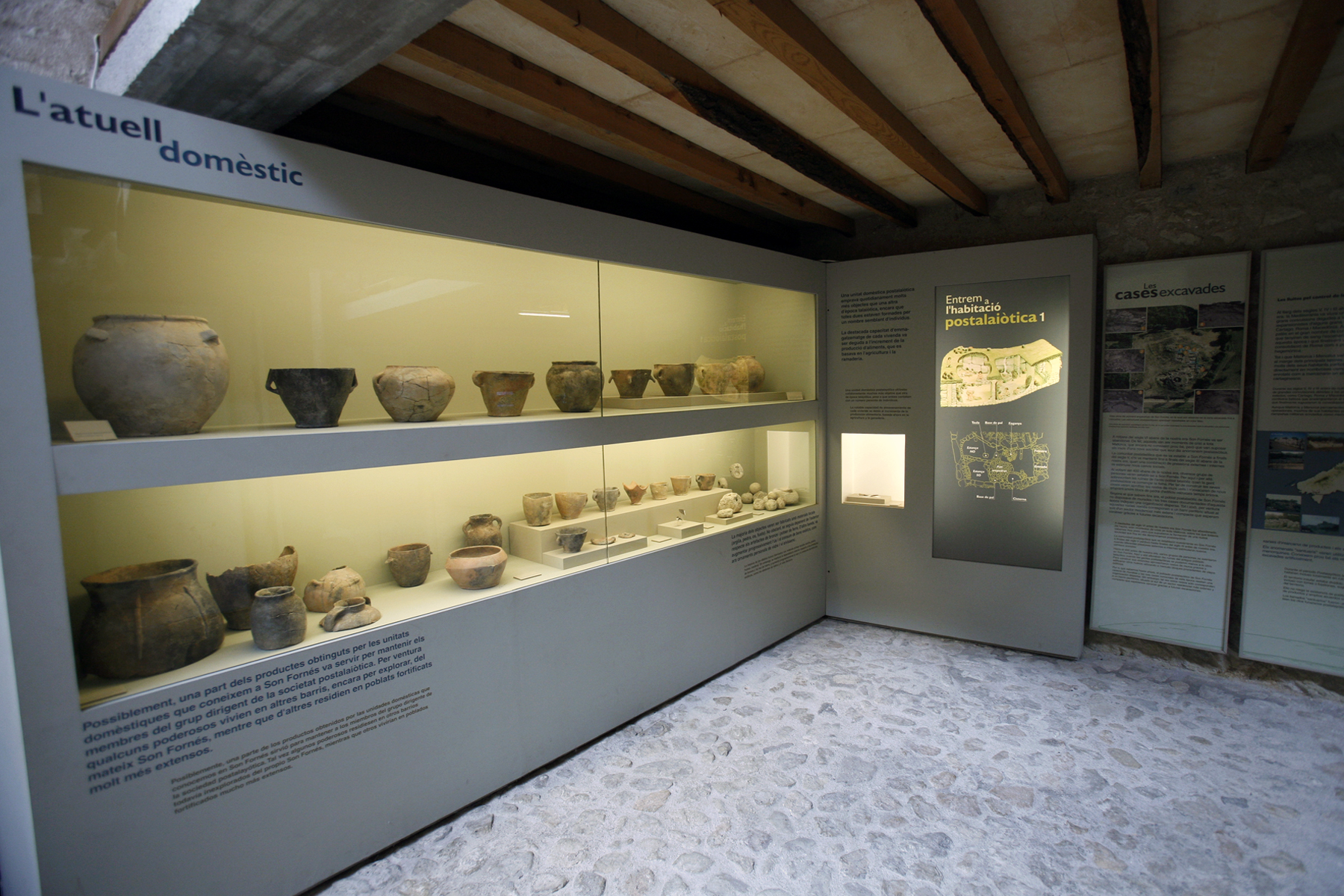
Sala postalayótica.

En esta sala se observan los materiales más significativos documentados en Son Fornés de este periodo que precede la caída en desuso de los talayots y el fin del modo de organización social que había funcionado durante la época talayótica. Balas de hondero, cuentas de collar y anillos de bronce ejemplifican entre otros el cambio de paradigma de ese momento y el nuevo esquema organizativo de la mano de los honderos, guerreros especializados en el manejo de la honda, que tanta importancia tuvieron en la dinámica histórica del momento y que han permanecido en el imaginario balear como figuras enigmáticas de la historia de las islas Gimnesias.

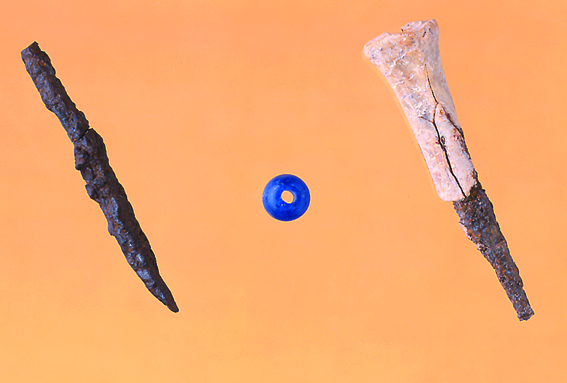
Punzones de hierro con mango de hueso y cadena de pasta de vidrio azul.

#### Sala clásica romana (250a.C. - 100d.C.)

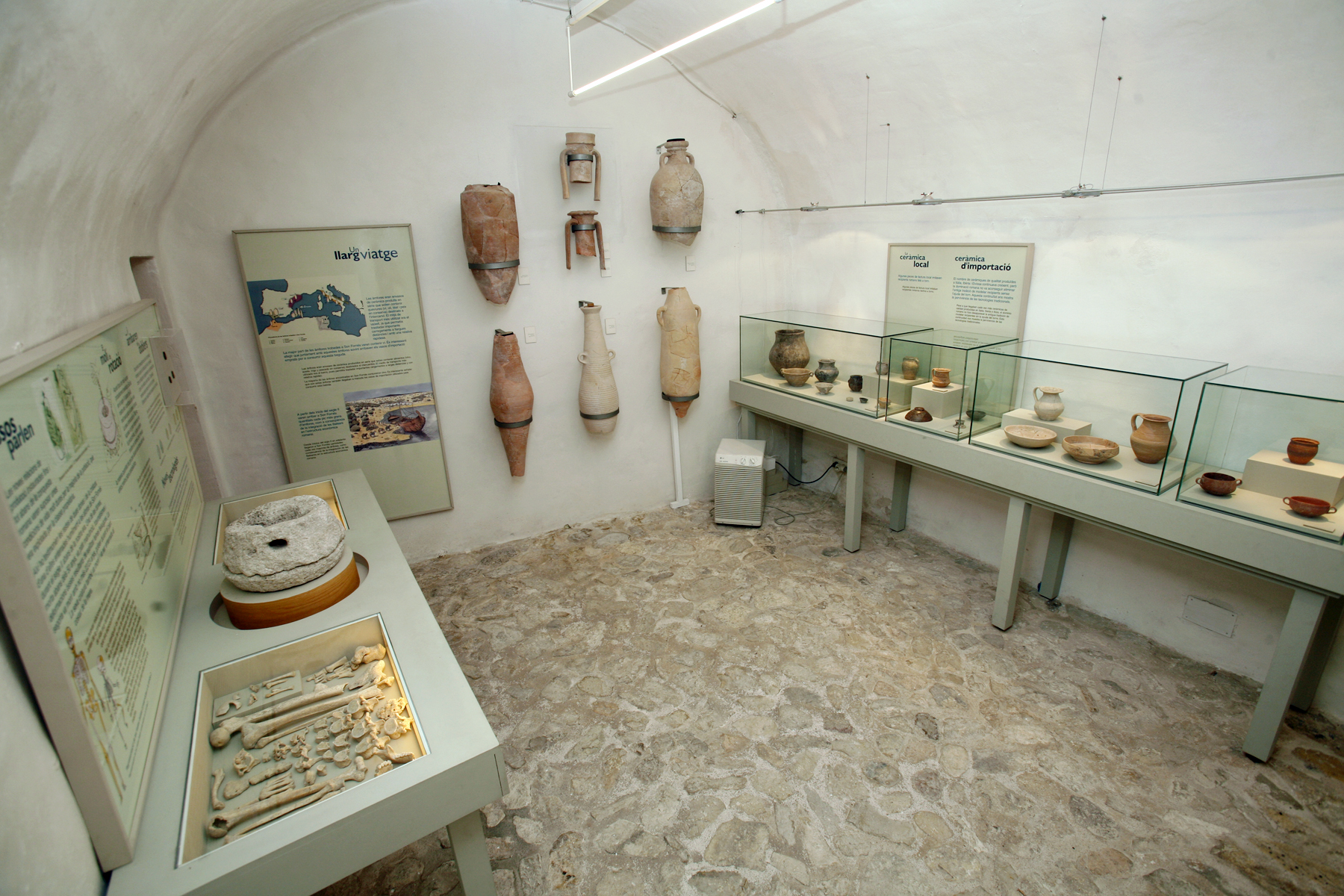
Sala de época clásica o romana

La sala de época clásica o romana muestra las evidencias de la intensificación de la llegada de productos foráneos consumidos por la comunidad de Son Fornés, así como los cambios y las transformaciones del yacimiento en este periodo, dentro de las dinámicas que sufrió el archipiélago en el momento que cayó bajo la órbita romana con la ocupación de Quinto Cecilio Metelo Pío y sus tropas.

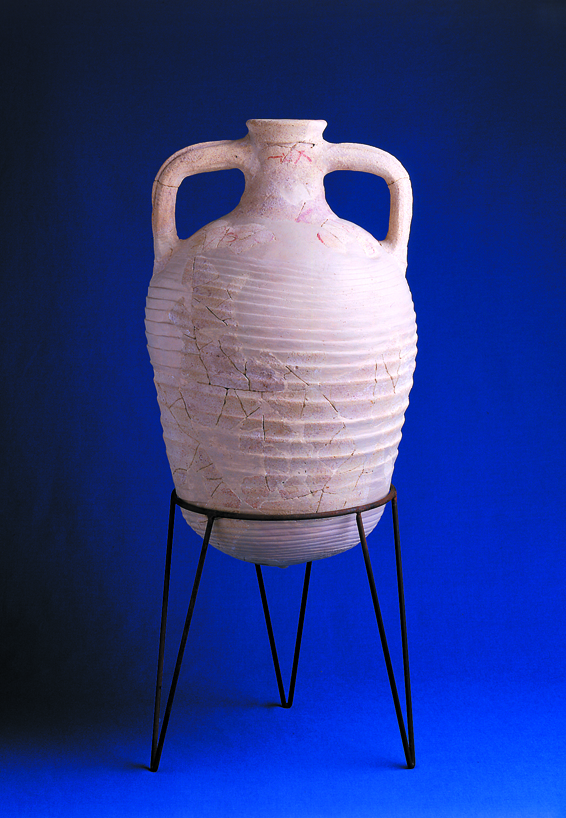
Ánfora bizantina con la escritura XMG (Xriston Maria Genna).

Una muestra de los contenedores anfóricos encontrados en el yacimiento preside las importaciones cerámicas de todo el Mediterráneo, así como la proliferación de objetos de metal y la exposición de la única muestra de restos humanos que recoge el museo, como es el entierro de una mujer joven y su hijo que se documentó en Son Fornés de esta época.

#### Sala medieval (siglos V - XIIId.C.)

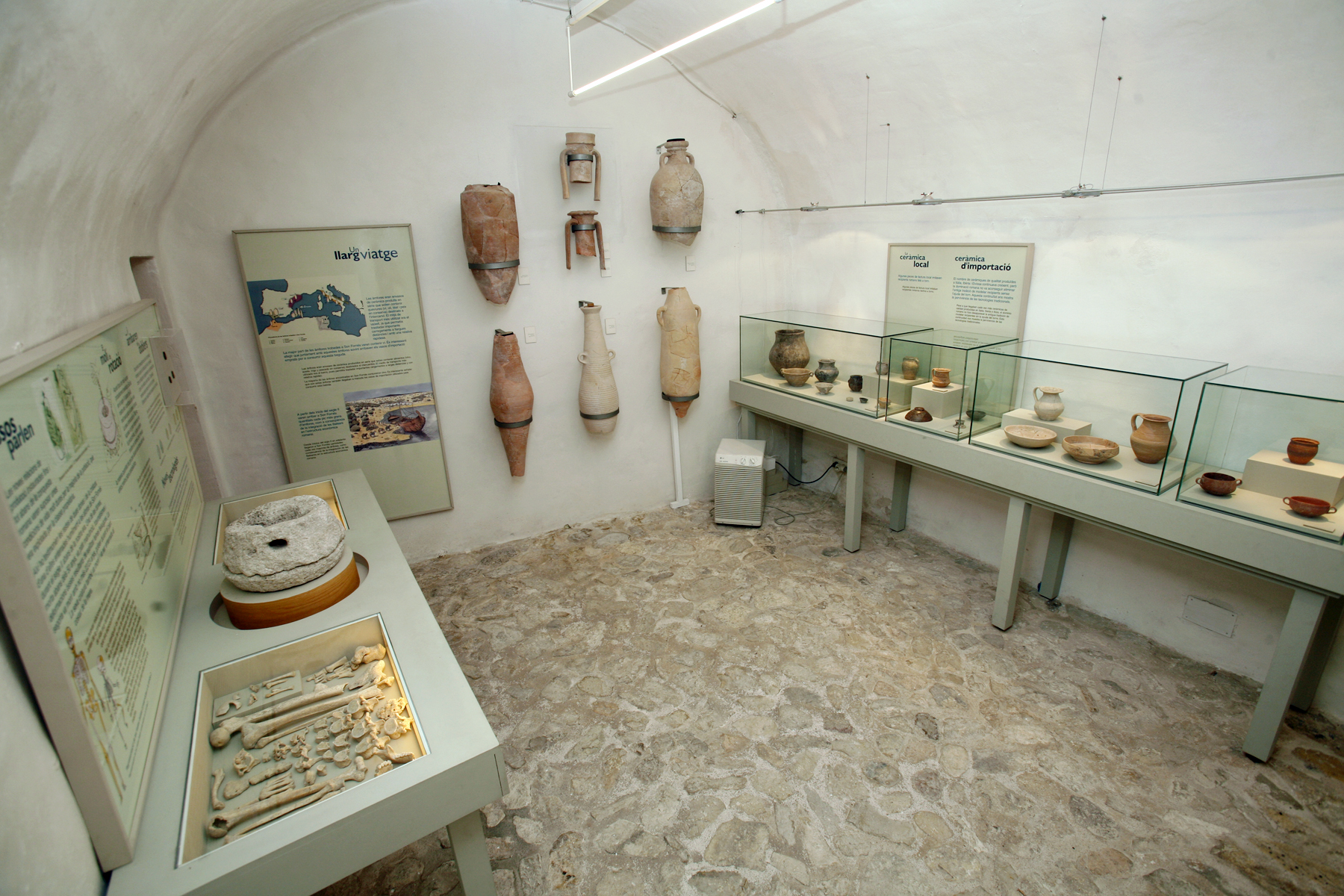
Sala con materiales de época clásica encontrados en el yacimineto de Son Fornés.

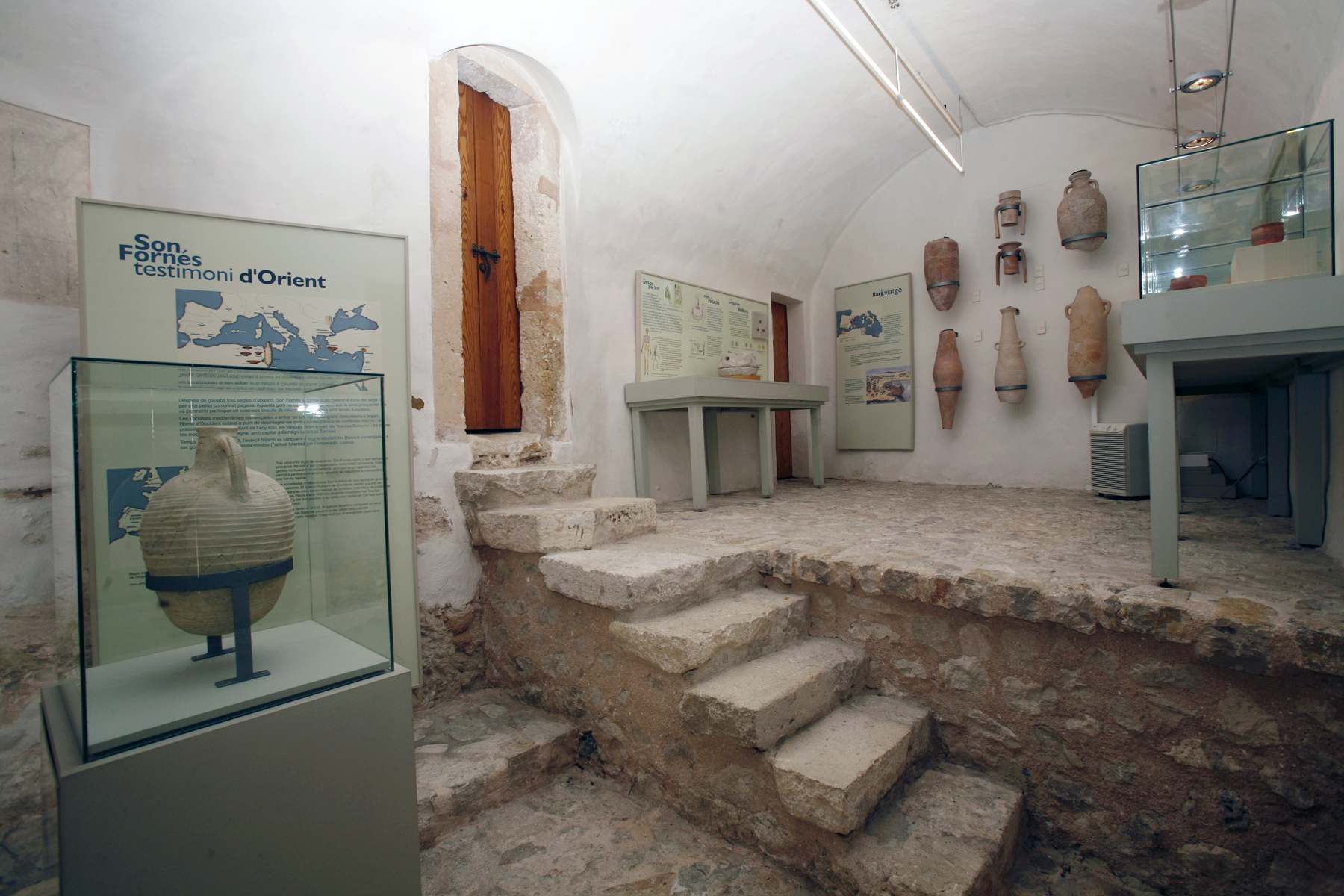
Salas de época clásica y medieval.

Si bien es la de menor entidad, recoge una de las piezas más enigmáticas del museo, como es un ánfora romana de Oriente con la inscripción en pintura roja las letras griegas XMG, que corresponden a la expresión abreviada Xriston Maria Genna, traducible como «María concibió a Cristo»; consiste en una consigna de la doctrina religiosa nestoriana (declarada herética por el cristianismo y según la cual en Cristo se unían dos personas, una divina y otra humana), que llegó a Son Fornés desde Constantinopla.
Asimismo, la torre del molino está siendo adaptada en estos momentos para acoger una ataifor (un plato islámico) del siglo XIII documentado en el yacimiento y que recientemente ha sido expuesto en el Museo del Louvre en la exposición temporal Le Maroc medieval. Un empire del Afrique à l'Espagne.

## Actividades
El Museo Arqueológico de Son Fornés cuenta con un programa educativo propio diseñado especialmente para el público escolar, que constituye la mayor parte de las personas que lo visita cada año. Además, también se realizan visitas guiadas para todos a los públicos y se celebran puertas abiertas el último domingo de cada mes (didáctica y difusión).
Por otro lado, se realizan eventos culturales, ya sean organizados por el mismo equipo de Son Fornés como por otras organizaciones culturales (ocio y arqueología), especialmente locales, que usan el espacio del museo y del yacimiento como escenarios para actividades: teatro, música, poesía, cine o fotografía entre otras.